# Luca Chirico
Luca Chirico (Varese, 16 de julio de 1992) es un ciclista italiano que debutó como profesional en 2014 y se retiró en 2022.
A finales de la temporada 2021 fue herido en un atropello durante un entrenamiento junto a su compañero Simone Ravanelli.

## Palmarés
2013 (como amateur)
- Gran Premio San Giuseppe

2017
- 1 etapa de la Vuelta a Serbia

## Resultados en Grandes Vueltas
| Carrera | Carrera         | 2014 | 2015 | 2016 | 2017 | 2018 | 2019 | 2020 | 2021 | 2022 |
| ------- | --------------- | ---- | ---- | ---- | ---- | ---- | ---- | ---- | ---- | ---- |
|         | Giro de Italia  | —    | 88.º | —    | —    | —    | —    | 85.º | —    | —    |
|         | Tour de Francia | —    | —    | —    | —    | —    | —    | —    | —    | —    |
|         | Vuelta a España | —    | —    | —    | —    | —    | —    | —    | —    | —    |

—: no participa

Ab.: abandono

## Equipos
- MG Kvis-Wilier (2014)
- Bardiani-CSF (2015-2016)
- Torku Sekerspor (2017)
- Androni Giocattoli-Sidermec (01.2018-14.05.2018)
- Androni Giocattoli (2020-2022)
  - Androni Giocattoli-Sidermec (2020-2021)
  - Drone Hopper-Androni Giocattoli (2022)